# Shangcheng (Xinyang)
Shangcheng (商城县,  Shāngchéng Xiàn) ist ein Kreis der bezirksfreien Stadt Xinyang in der chinesischen Provinz Henan. Er hat eine Fläche von 2.112 km² und zählt 527.300 Einwohner (Stand: Ende 2018).

## Administrative Gliederung
Auf Gemeindeebene setzt sich Shangcheng aus zwei Straßenvierteln, sieben Großgemeinden, zehn Gemeinden und einer Verwaltungsstelle zusammen. Diese sind:
- Straßenviertel Chicheng (赤城街道), Sitz der Kreisregierung;
- Straßenviertel Nianyushan (鲇鱼山街道);
- Großgemeinde Daquandian (达权店镇);
- Großgemeinde Fengji (丰集镇);
- Großgemeinde Shangshiqiao (上石桥镇);
- Großgemeinde Shuangchunpu (双椿铺镇);
- Großgemeinde Wangqiao (汪桥镇);
- Großgemeinde Yangang (鄢岗镇);
- Großgemeinde Yuji (余集镇);
- Gemeinde Changzhuyuan (长竹园乡);
- Gemeinde Fengdian (冯店乡);
- Gemeinde Fushan (伏山乡);
- Gemeinde Guanmiao (观庙乡);
- Gemeinde Hefengqiao (河风桥乡);
- Gemeinde Jingangtai (金刚台乡);
- Gemeinde Liji (李集乡);
- Gemeinde Suxianshi (苏仙石乡);
- Gemeinde Wanggang (汪岗乡);
- Gemeinde Wuhe (吴河乡);
- Seen-Verwaltungsstelle Tangquan Chi (汤泉池管理处).